# 第47回ゴールデングローブ賞
47th Golden Globe Awards

1990年1月20日
映画賞（ドラマ部門）: 

 7月4日に生まれて 
映画賞（ミュージカル・コメディ部門）: 

 ドライビング Miss デイジー 
テレビシリーズ賞（ドラマ部門）: 

 チャイナ・ビーチ 
テレビシリーズ賞（ミュージカル・コメディ部門）: 

 TVキャスター マーフィー・ブラウン 
第47回ゴールデングローブ賞（だい47かいゴールデングローブしょう）は、1989年の映画とテレビ番組を対象としており、1990年1月20日に発表された。

## 受賞とノミネート一覧

### 映画

#### 主演男優賞（ドラマ部門）
- トム・クルーズ - 『7月4日に生まれて』
  - ダニエル・デイ＝ルイス - 『マイ・レフトフット』
  - ジャック・レモン - 『晩秋』
  - アル・パチーノ - 『シー・オブ・ラブ』
  - ロビン・ウィリアムズ - 『いまを生きる』

#### 主演男優賞（ミュージカル・コメディ部門）
- モーガン・フリーマン - 『ドライビング Miss デイジー』
  - ビリー・クリスタル - 『恋人たちの予感』
  - マイケル・ダグラス - 『ローズ家の戦争』
  - スティーヴ・マーティン - 『バックマン家の人々』
  - ジャック・ニコルソン - 『バットマン』

#### 主演女優賞（ドラマ部門）
- ミシェル・ファイファー - 『恋のゆくえ/ファビュラス・ベイカー・ボーイズ』
  - サリー・フィールド - 『マグノリアの花たち』
  - ジェシカ・ラング - 『ミュージックボックス』
  - アンディ・マクダウェル - 『セックスと嘘とビデオテープ』
  - リヴ・ウルマン - The Rose Garden

#### 主演女優賞（ミュージカル・コメディ部門）
- ジェシカ・タンディ - 『ドライビング Miss デイジー』
  - ポーリーン・コリンズ - 『旅する女/シャーリー・バレンタイン』
  - メグ・ライアン - 『恋人たちの予感』
  - メリル・ストリープ - 『シー・デビル』
  - キャスリーン・ターナー - 『ローズ家の戦争』

#### 監督賞
- オリバー・ストーン - 『7月4日に生まれて』
  - スパイク・リー - 『ドゥ・ザ・ライト・シング』
  - ロブ・ライナー - 『恋人たちの予感』
  - ピーター・ウィアー - 『いまを生きる』
  - エドワード・ズウィック - 『グローリー』

#### 作品賞（ドラマ部門）
- 『7月4日に生まれて』
  - 『ウディ・アレンの重罪と軽罪』
  - 『いまを生きる』
  - 『ドゥ・ザ・ライト・シング』
  - 『グローリー』

#### 作品賞（ミュージカル・コメディ部門）
- 『ドライビング Miss デイジー』
  - 『リトル・マーメイド』
  - 『旅する女/シャーリー・バレンタイン』
  - 『ローズ家の戦争』
  - 『恋人たちの予感』

#### 外国語映画賞
- 『ニュー・シネマ・パラダイス』 -  イタリア
  - 『カミーユ・クローデル』 -  フランス
  - 『モントリオールのジーザス』 -  カナダ
  - 『主婦マリーがしたこと』 -  フランス
  - My Uncle's Legacy (Zivot sa stricem) -  ユーゴスラビア

#### 作曲賞
- 『リトル・マーメイド』 - アラン・メンケン
  - 『7月4日に生まれて』 - ジョン・ウィリアムズ
  - 『カジュアリティーズ』 - エンニオ・モリコーネ
  - 『恋のゆくえ/ファビュラス・ベイカー・ボーイズ』 - デイヴ・グルーシン
  - 『グローリー』 - ジェームズ・ホーナー

#### 歌曲賞
- "Under the Sea" - アラン・メンケン（作曲）、ハワード・アシュマン（作詞） - 『リトル・マーメイド』
  - "After All" - トム・スノウ（作曲）、ディーン・ピッチフォード（作詞） - 『ワン・モア・タイム』
  - "Kiss the Girl" - アラン・メンケン（作曲）、ハワード・アシュマン（作詞） - 『リトル・マーメイド』
  - "I Love to See You Smile" - ランディ・ニューマン（作曲・作詞） - 『バックマン家の人々』
  - "The Girl Who Used to Be Me" - マーヴィン・ハムリッシュ（作曲）、アラン・バーグマン（作詞）、マリリン・バーグマン（作詞） - 『旅する女/シャーリー・バレンタイン』

#### 脚本賞
- 『7月4日に生まれて』 - オリバー・ストーン、ロン・コヴィック
  - 『いまを生きる』 - トム・シュルマン
  - 『ドゥ・ザ・ライト・シング』 - スパイク・リー
  - 『グローリー』 - ケヴィン・ジャール
  - 『セックスと嘘とビデオテープ』 - スティーヴン・ソダーバーグ
  - 『恋人たちの予感』 - ノーラ・エフロン

#### 助演男優賞
- デンゼル・ワシントン - 『グローリー』
  - ダニー・アイエロ - 『ドゥ・ザ・ライト・シング』
  - マーロン・ブランド - 『白く渇いた季節』
  - ショーン・コネリー - 『インディ・ジョーンズ/最後の聖戦』
  - エド・ハリス - 『ジャックナイフ』
  - ブルース・ウィリス - 『ブルース・ウィリス/イン・カントリー』

#### 助演女優賞
- ジュリア・ロバーツ - 『マグノリアの花たち』
  - ローラ・サン・ジャコモ - 『セックスと嘘とビデオテープ』
  - ブリジット・フォンダ - 『スキャンダル』
  - ブレンダ・フリッカー - 『マイ・レフトフット』
  - ダイアン・ウィースト - 『バックマン家の人々』

### テレビ

#### 主演男優賞（ドラマ部門）
- ケン・ウォール - Wiseguy
  - コービン・バーンセン - 『L.A.ロー 七人の弁護士』
  - ハリー・ハムリン - 『L.A.ロー 七人の弁護士』
  - キャロル・オコナー - 『新・夜の大捜査線』
  - ケン・オリン - 『ナイスサーティーズ』

#### 主演男優賞（ミュージカル・コメディ部門）
- テッド・ダンソン - 『チアーズ』
  - ジョン・グッドマン - Roseanne
  - ジャド・ハーシュ - Dear John
  - リチャード・マリガン - Empty Nest
  - フレッド・サベージ - 『素晴らしき日々』

#### 主演男優賞（ミニシリーズ・テレビ映画部門）
- ロバート・デュヴァル - 『ロンサム・ダブ』
  - ジョン・ギールグッド - 『戦争の黙示録』（第8-12話）
  - ベン・キングズレー - Murderers Among Us: The Simon Wiesenthal Story
  - レイン・スミス - The Final Days
  - ジェームズ・ウッズ - 『ジェームズ・ウッズの ドランカー』

#### 主演女優賞（ドラマ部門）
- アンジェラ・ランズベリー - 『ジェシカおばさんの事件簿』
  - ダナ・デラニー - 『チャイナ・ビーチ』
  - スーザン・デイ - 『L.A.ロー 七人の弁護士』
  - ジル・アイケンベリー - 『L.A.ロー 七人の弁護士』
  - メル・ハリス - 『ナイスサーティーズ』

#### 主演女優賞（ミュージカル・コメディ部門）
- ジェイミー・リー・カーティス - Anything But Love
  - カースティ・アレイ - 『チアーズ』
  - ステファニー・ビーチャム - Sister Kate
  - キャンディス・バーゲン - 『TVキャスター マーフィー・ブラウン』
  - トレイシー・ウルマン - The Tracey Ullman Show

#### 主演女優賞（ミニシリーズ・テレビ映画部門）
- クリスティーン・ラーティ - 『ロストホーム』
  - ファラ・フォーセット - 『ファラ・フォーセット/薔薇の秘密』
  - ホリー・ハンター - 『沈黙の裁き』
  - ジェーン・シーモア - 『戦争の黙示録』（第8-12話）
  - ロレッタ・ヤング - Lady in the Corner

#### 作品賞（ドラマ部門）
- 『チャイナ・ビーチ』
  - 『新・夜の大捜査線』
  - 『L.A.ロー 七人の弁護士』
  - 『ジェシカおばさんの事件簿』
  - 『ナイスサーティーズ』
  - Wiseguy

#### 作品賞（ミュージカル・コメディ部門）
- 『TVキャスター マーフィー・ブラウン』
  - 『チアーズ』
  - 『浮気なおしゃれミディ』
  - Empty Nest
  - The Golden Girls
  - 『素晴らしき日々』

#### 作品賞（ミニシリーズ・テレビ映画部門）
- 『ロンサム・ダブ』
  - I Know My First Name is Steven
  - 『ジェームズ・ウッズの ドランカー』
  - 『沈黙の裁き』
  - 『ファラ・フォーセット/薔薇の秘密』

#### 助演男優賞
- ディーン・ストックウェル - 『タイムマシーンにお願い』
  - クリス・バーク - 『コーキーとともに』
  - ラリー・ドレイク - 『L.A.ロー 七人の弁護士』
  - トミー・リー・ジョーンズ - 『ロンサム・ダブ』
  - マイケル・タッカー - 『L.A.ロー 七人の弁護士』

#### 助演女優賞
- エイミー・マディガン - 『沈黙の裁き』
  - アンジェリカ・ヒューストン - 『ロンサム・ダブ』
  - リー・パールマン - 『チアーズ』
  - スーザン・ルタン - 『L.A.ロー 七人の弁護士』
  - ジュリー・ソマーズ - Matlock